# Ángel Sepúlveda
Ángel Baltazar „Cuate” Sepúlveda Sánchez (ur. 15 lutego 1991 w Apatzingán) – meksykański piłkarz występujący na pozycji napastnika lub prawego skrzydłowego, reprezentant Meksyku, od 2023 roku zawodnik Cruz Azul.

## Kariera klubowa
Sepúlveda urodził się w mieście Apatzingán w stanie Michoacán, lecz wychowywał się w pobliskiej wiosce o nazwie Cenobio Moreno. Karierę piłkarską rozpoczynał jako szesnastolatek w czwartoligowej drużynie Mapaches de Nueva Italia, a po jej rozwiązaniu zdecydował się na przenosiny do szkółki juniorskiej występującego w najwyższej klasie rozgrywkowej klubu Monarcas Morelia. Do pierwszego zespołu został włączony jako dziewiętnastolatek przez szkoleniowca Tomása Boya i w meksykańskiej Primera División zadebiutował 18 września 2010 w przegranym 0:2 spotkaniu z Atlante. W tym samym roku triumfował z Morelią w rozgrywkach SuperLigi, zaś premierowego gola w pierwszej lidze strzelił 12 kwietnia 2011 w wygranej 2:1 konfrontacji z Jaguares. W wiosennym sezonie Clausura 2011 wywalczył ze swoją drużyną wicemistrzostwo Meksyku, jednak pełnił wyłącznie rolę rezerwowego dla graczy takich jak Rafael Márquez Lugo, Miguel Sabah czy Luis Gabriel Rey.
Wiosną 2013 Sepúlveda udał się na wypożyczenie do drugoligowej filii Morelii – ekipy Neza FC z siedzibą Nezahualcóyotl. Tam jako podstawowy zawodnik drużyny spędził pół roku, w sezonie Clausura 2013 wygrywając z nią rozgrywki Ascenso MX, co nie zaowocowało jednak awansem klubu do pierwszej ligi, a klub Neza został rozwiązany. Bezpośrednio po tym powrócił do pierwszej ligi; został wypożyczony na rok do drużyny Atlante FC z miasta Cancún, gdzieszybko wywalczył sobie miejsce w formacji ofensywnej, jednak na koniec rozgrywek 2013/2014 spadł z tym klubem do drugiej ligi. Sam pozostał jednak w najwyższej klasie rozgrywkowej, na zasadzie wypożyczenia dołączając do Querétaro FC. W jego barwach w sezonie Clausura 2015 zanotował drugi w swojej karierze tytuł wicemistrza kraju, regularnie pojawiając się na ligowych boiskach. W jesiennym sezonie Apertura 2016 zdobył natomiast z ekipą Víctora Manuela Vuceticha puchar Meksyku – Copa MX.

## Kariera reprezentacyjna
W seniorskiej reprezentacji Meksyku Sepúlveda zadebiutował za kadencji selekcjonera Juana Carlosa Osorio, 2 września 2016 w wygranym 3:1 spotkaniu z Salwadorem w ramach eliminacji do Mistrzostw Świata w Rosji. W tym samym meczu strzelił również pierwszego gola w kadrze narodowej.

## Statystyki kariery

### Klubowe
| Monarcas Zacapu (rez.) | 2008–2009        | Meksyk           | Tercera División | 17  | 7  | —  | — | —   | —  | — | 17  | 7  |
| Monarcas Zacapu (rez.) | 2009–2010        | Meksyk           | Tercera División | 27  | 34 | —  | — | —   | —  | — | 27  | 34 |
| Atlante UTN (rez.)     | 2010–2011        | Meksyk           | Ascenso MX       | 1   | 0  | —  | — | —   | —  | — | 1   | 0  |
| Neza (rez.)            | 2012–2013        | Meksyk           | Ascenso MX       | 19  | 2  | 4  | 1 | —   | —  | — | 23  | 3  |
| Ogółem (rezerwy)       | Ogółem (rezerwy) | Ogółem (rezerwy) | Ogółem (rezerwy) | 64  | 43 | 4  | 1 | —   | —  | — | 68  | 44 |
| Mapaches               | 2007–2008        | Meksyk           | Tercera División | 36  | 23 | —  | — | —   | —  | — | 36  | 23 |
| Mapaches               | 2008–2009        | Meksyk           | Segunda División | 2   | 0  | —  | — | —   | —  | — | 2   | 0  |
| Morelia                | 2010–2011        | Meksyk           | Liga MX          | 5   | 1  | —  | — | —   | —  | — | 5   | 1  |
| Morelia                | 2011–2012        | Meksyk           | Liga MX          | 15  | 3  | —  | — | LMC | 7  | 3 | 22  | 6  |
| Morelia                | 2012–2013        | Meksyk           | Liga MX          | 5   | 0  | 6  | 2 | —   | —  | — | 11  | 2  |
| Atlante                | 2013–2014        | Meksyk           | Liga MX          | 29  | 6  | 5  | 2 | —   | —  | — | 34  | 8  |
| Querétaro              | 2014–2015        | Meksyk           | Liga MX          | 37  | 6  | 9  | 3 | —   | —  | — | 46  | 9  |
| Querétaro              | 2015–2016        | Meksyk           | Liga MX          | 23  | 3  | —  | — | LMC | 6  | 1 | 29  | 4  |
| Querétaro              | 2016–2017        | Meksyk           | Liga MX          | 0   | 0  | —  | — | —   | —  | — | 0   | 0  |
| Ogółem                 | Ogółem           | Ogółem           | Ogółem           | 216 | 85 | 24 | 8 | LMC | 13 | 4 | 253 | 97 |

- LMC – Liga Mistrzów CONCACAF

### Reprezentacyjne
| Meksyk | Meksyk | 2016   | — | — | 2 | 1 | — | — | — | 2 | 1 |
| Ogółem | Ogółem | Ogółem | — | — | 2 | 1 | — | — | — | 2 | 1 |